# Groove metal
Genres dérivés
Nu metal
Genres associés
Sludge metal
Le groove metal (ou post-thrash) est un sous-genre du heavy metal, dérivé du thrash metal. Il apparaît au début des années 1990 avec des groupes comme Pantera, Exhorder et Sepultura.

## Caractéristiques
Le groove metal, aussi connu sous le terme de « post-thrash », est un genre dérivé du thrash metal,. Principalement interprété par des groupes américains, il est représenté par des groupes tels que Pantera, Exhorder et Sepultura. Il reprend l'intensité et les caractéristiques sonores du thrash, mais jouées sur un tempo modéré. L'auteur Eric S. Strother le décrit comme « une version du thrash fondamentalement plus lente, avec davantage de syncopes pour compenser l'énergie rythmique perdue en diminuant le tempo ». Les groupes rattachés au genre ne jouent que de façon occasionnelle dans le tempo rapide propre au thrash ; ils mettent davantage l'accent sur des riffs rythmiques et un tempo lent plutôt que sur des solos rapides et des démonstrations de compétences techniques. Des éléments de musique latine et de percussion tribales se retrouvent chez Sepultura et Soulfly. La chanson Walk de Pantera, sortie en single en 1993, a été décrite comme un exemple caractéristique du groove metal.

## Histoire
Parmi les premiers véritables groupes de groove metal figurent Exhorder, originaire de La Nouvelle-Orléans, et les new-yorkais de Prong. Au début des années 1990, plusieurs groupes de thrash metal se mettent à jouer sur des tempos plus lents et à mettre l'accent sur le groove et la section rythmique de leur musique. Le groove metal gagne en popularité au milieu des années 1990 avec le succès de groupes comme Pantera, Machine Head et White Zombie. Formée en 1981, la formation texane Pantera officie dans un premier temps dans le glam metal, avant d'opter pour le groove metal après que Terry Glaze ait été remplacé par Phil Anselmo. Le 5e album du groupe, Cowboys from Hell (1990), fait connaître le groupe au grand public.
La musique de White Zombie, groupe qui a quant à lui débuté dans le noise rock, se durcit au fil du temps. La Sexorcisto : Devil Music Vol. 1 (1992) se fait connaître à travers son premier single, Thunder Kiss '65, qui apparaît dans la série télévisée Beavis et Butt-Head. L'album suivant, Astro-Creep : 2000 (1995), se fait quant à lui connaître à travers More Human Than Human, repris dans plusieurs films d'action des années 1990.
À mesure que le groove metal entre dans le mainstream, un genre associé, le sludge metal, se fait quant à lui connaître dans les milieux underground. En 1998, Rob Zombie quitte White Zombie et commence une carrière solo la même année avec Hellbilly Deluxe puis dévient réalisateur de films d'horreur, tandis que la bassiste Sean Yseult évolue au sein d'autres groupes. Après Reinventing the Steel (2000), Pantera se sépare en 2003.

## Influence
Pantera a influencé le nu metal. Des éléments de groove metal se retrouvent chez des groupes de metal alternatif. Le genre a aussi été repris par plusieurs groupes de thrash metal tels que Destruction, Kreator et Death Angel.